# Har Meron
Har Meron (hebrejsky הר מירון‎, „hora Meron“, arabsky جبل الجرمق‎, Džabal al-Džarmak) je s nadmořskou výškou 1208 metrů nejvyšší hora na území, které je mezinárodně uznáváno jako území Státu Izrael. Avšak vůbec nejvyšší horou na území Izraelem ovládaném (okupovaném) je vrchol Micpe Šlagim (Sněžná výšina, 2 224 m n. m.), v masivu Hermonu na Golanských výšinách.

## Geografie
Har Meron se nachází v hornatině Horní Galileji. Jde o rozsáhlý masiv, který na jihu dosahuje až k údolí Bejt ha-Kerem a údolí Chananja, která tvoří předěl mezi Horní a Dolní Galileou. Na východě sahá až k údolí vodního toku Nachal Amud téměř u města Safed (vrch Har Mesarvim - 656 metrů nad mořem). Na severní straně plynule přechází do hornaté krajiny při hranici s Libanonem v okolí obcí Sasa, Džiš nebo Churfejš.
Har Meron sestává z hlavního vrcholu o výšce 1208 metrů a z dalších bočních vrcholů, které tvoří centrální část masivu. Jde o vrcholky Har Nerija (přes 1100 m n. m.), Har Bar Jochaj (1151 m n. m.), Har Ofa'im (1106 m n. m.), Har Zeved (1006 m n. m.) a Har Chesed (948 m n. m.). Ty tvoří jádro vlastního Meronu, které ve vrcholových partiích vytváří rozsáhlou odlesněnou náhorní planinu.
Tento centrální sektor doplňují ale četné další okrajové vrcholy a pahorky. Na jižní straně jsou to Har Hilel (1071 m n. m.) a Har Kfir (982 m n. m.), které se nacházejí nad srázem do údolí Chananija, na jihozápadní straně je zase nad srázem údolí Bejt ha-Kerem umístěn vrchol Har ha-Ari (1048 m n. m.). Na severozápadní výspě stojí například Har Adir (1008 m n. m.) a Har Chiram (996 m n. m.). Západním směrem se jako volné pokračování masivu Meron rozkládá například vysočina Har Peki'in a další kopce v prostoru u města Bejt Džan.
Masiv Har Meron je významný i z hydrologického hlediska. Na všechny strany z jeho svahů stékají prameny, stále i dočasné vodní toky. K severu míří například Nachal Dišon, na západ Nachal Kaziv a jeho přítoky Nachal Admonit, Nachal Zeved, Nachal Ofa'im, Nachal Šfanim, Nachal Nerija, Nachal Moran nebo Nachal Chiram.
Na východním úbočí je dominantním vodopisným prvkem Nachal Amud a jeho přítoky Nachal Meron, Nachal Bar Jochaj. K jihu, do povodí Nachal Calmon stékají z Meronu vádí Nachal Ševa nebo Nachal ha-Ari.

## Náboženský a turistický význam
Při úpatí hory se nachází stejnojmenná vesnice Meron, kde se kromě řady jiných nachází hrob rabína Šim'ona bar Jochaje, který je, zejména pro ortodoxní Židy, poutním místem. V období výročí jeho smrti na Lag ba-omer se sem vypraví stovky tisíc lidí, kteří se utáboří poblíž jeho hrobu.
V jižní sekci vrcholové partie Har Meron se nachází zbytky židovského osídlení zvaného Džarmak (ג׳רמק‎), dnes Churvat Rum (חרבת רום‎). Bylo tu založeno Židy ze Safedu v roce 1834, ale později opuštěno. V minulosti byla hora těžko přístupná. Francouzský cestovatel Victor Guérin koncem 19. století popisuje výstup na vrchol jako komplikovaný, kvůli absenci zpevněných cest. V současnosti je celý masiv turisticky využíván a je prostoupen sítí značených stezek.
Většina plochy hory je pokryta lesním komplexem, který patří k největším souvislým lesním porostům v Izraeli a který je zahrnut do přírodní rezervace Har Meron. Existence rezervace byla ovšem předmětem opakovaných kontroverzí mezi státem a obyvateli drúzského města Bejt Džan, které leží na jejím jihozápadním okraji. Obyvatelé odmítali omezení práv těžby dřeva a využívání pozemků v rezervaci. 6. července 1987 se zde dokonce odehrávaly násilné demonstrace, jejichž výsledkem bylo 31 zraněných, včetně policistů a strážců rezervace. Obyvatelé tvrdili, že využívání okolních lesních pozemků je součástí jejich tradičního životního stylu. V letech 2000–2001 byla uzavřena dohoda mezi správou rezervace a obcí ohledně pozemků a výstavby zpevněné silnice. Právě výstavba silnice spojující drúzská města Bejt Džan a Churfejš a projektované přes centrální partie přírodní rezervace, byla od konce 90. let 20. století dalším kontroverzním bodem. Problémy okolo nelegální těžby dřeva neustaly ani počátkem 21. století. V listopadu 2007 neznámý pachatel pokácel v rezervaci 24 stoletých dubů. Vedení města Bejt Džan čin odsoudilo. Zároveň tu došlo k napadení strážců rezervace skupinou nelegálních dřevorubců.

## Strategický význam
Na hoře je umístěna vojenská základna IOS určená ke sledování oblasti severního Izraele a jižního Libanonu, kde se zaměřuje zejména na aktivity islamistického hnutí Hizballáh a jeho ozbrojených skupin.

## Fotogalerie

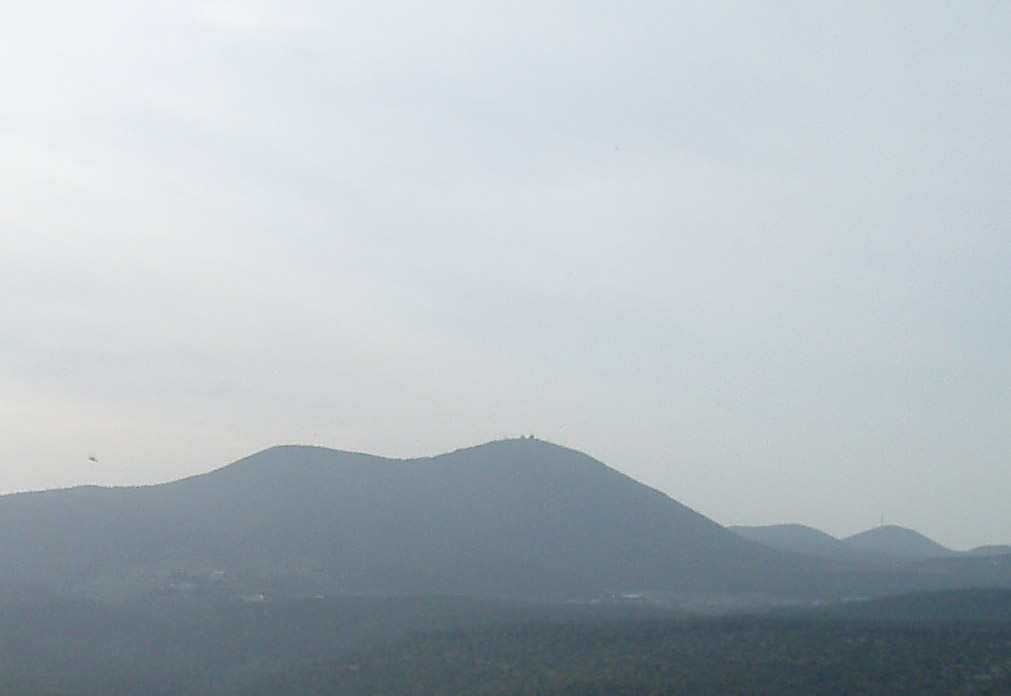
Har Meron od východu
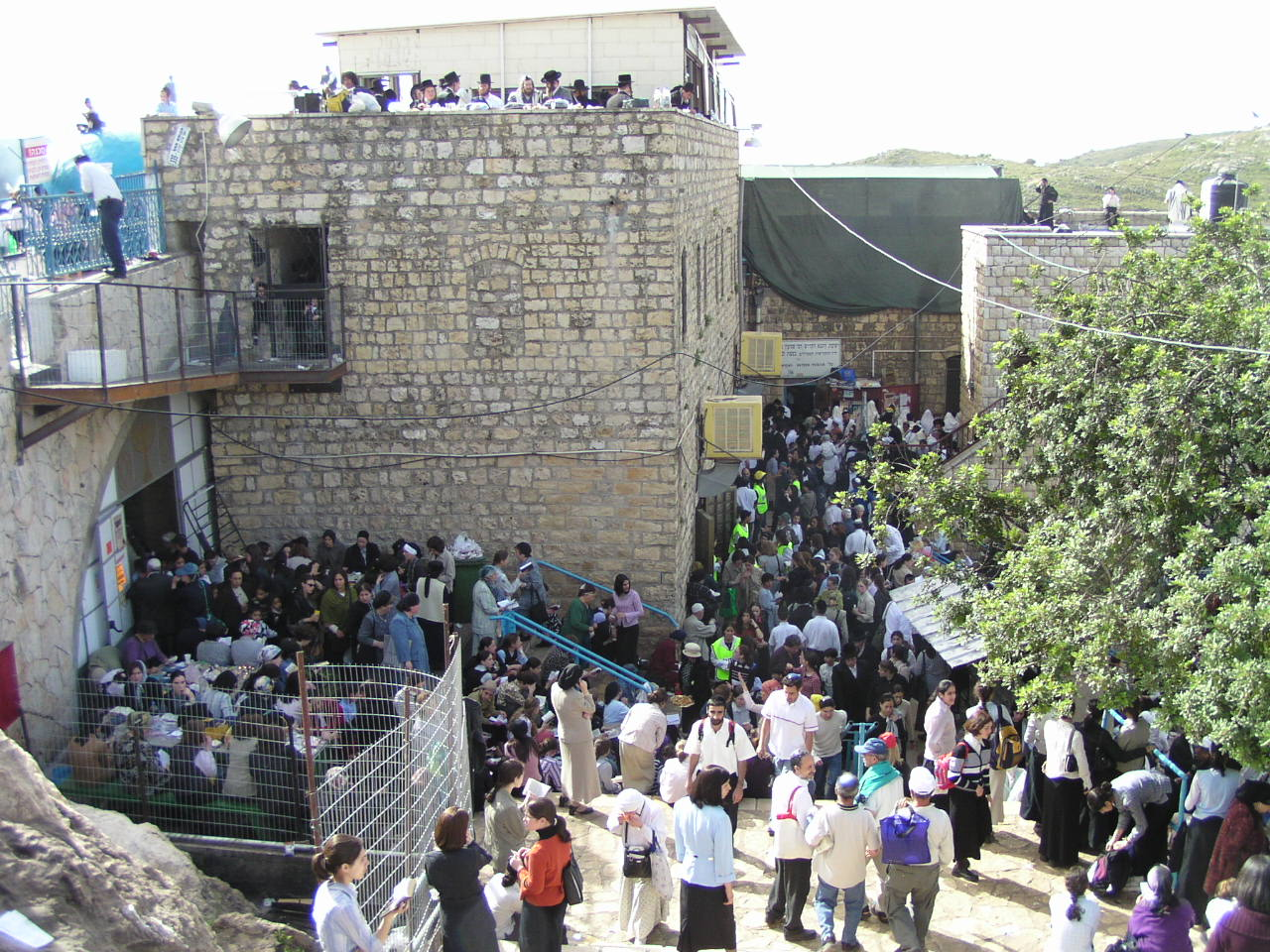
Hrob Šim'ona bar Jochaje